# Reisstraße
Reisstraße est une ancienne commune autrichienne du district de Murtal en Styrie.